# تپه قالا دوشی
تپه قالا دوشی مربوط به هزاره دوم (پیش از میلاد) - دوره اسلامی قرن ۶ تا ۸ ه.ق و قرن ۱۰ تا ۱۲ ه.ق است و در شهرستان تکاب، بخش مرکزی، دهستان افشار، روستای یولگون آغاج واقع شده است. این اثر در تاریخ ۳۰ دی ۱۳۸۵ با شمارهٔ ثبت ۱۶۸۰۱ به عنوان یکی از آثار ملی ایران به ثبت رسید.